# Яшь Кеч
 Яшь Кеч (тат. Яшь Көч) — деревня в Высокогорском районе Татарстана. Входит в состав Дачного сельского поселения.

## География
Находится в северо-западной части Татарстана на расстоянии приблизительно 9 км на запад-северо-запад по прямой от районного центра поселка Высокая Гора.

## История
Основан в 1920 году.

## Население
Постоянных жителей было в 1938 году — 99, в 1958—183, в 1970—104, в 1989 — 36, 25 в 2002 году (русские 92 %), 31 в 2010, 63 в 2017 (русские 92 %).